# Itinéraire manqué
Pour les articles homonymes, voir Things Fall Apart.
Pour plus de détails, voir Fiche technique et Distribution.
Itinéraire manqué (Things Fall Apart) est un film américain réalisé par Mario Van Peebles et sorti en 2011.
Il est présenté au festival international du film de Miami 2011. En France, il sort en DVD et Blu-ray le 11 janvier 2012.

## Synopsis
L'histoire vraie d'un joueur de football américain atteint d'un cancer dans le médiastin supérieur.

## Fiche Technique
Sauf indication contraire, les informations mentionnées dans cette section peuvent être confirmées par la base de données cinématographiques IMDb,  présente dans la section « Liens externes ».
- Titre original : All Things Fall Apart
- Titre français : Itinéraire manqué
- Titre de travail : Things Fall Apart
- Réalisation : Mario Van Peebles
- Scénario : 50 Cent et Brian A. Miller
- Musique : Tree Adams
- Décors :  Joshua Stricklin
- Costumes : Sabra Temple
- Photographie : Matthew Irving
- Montage : Bob Mori et Kirk M. Morri
- Production : 50 Cent et Randall Emmett
- Société de production : Cheetah Vision
- Sociétés de distribution : Out Of The Box Investment (France), Image Entertainment (États-Unis)
- Budget : n/a
- Pays de production :  États-Unis
- Langue originale : anglais
- Format : couleur
- Genre : drame
- Durée : en minutes
- Dates de sortie[2] :
  - États-Unis : 5 mars 2011 (festival de Miami)
  - États-Unis : 3 décembre 2011 (1re diffusion TV)
  - France : 11 janvier 2012 (DVD)
  - États-Unis : 14 février 2012 (sortie limitée en salles)
- Classification[3] :
  - États-Unis : R

## Distribution
- 50 Cent : Deon
- Mario Van Peebles : Eric
- Ray Liotta : Dr Brintall
- Lynn Whitfield : Bee
- Cedric Sanders : Sean
- Steve Eastin : Harper
- Corey Large : infirmier
- Shelton Rodriguez : Sean jeune
- Henry Ramsey : Deon jeune
- Alice Kennedy : Dr Lee
- Hugh Maguire : Professor

## Production
50 Cent a perdu 25 kg en 9 semaines pour interpréter son personnage atteint d'un cancer.
Le film s'intitulait initialement Things Fall Apart, comme le titre original du roman Tout s'effondre de Chinua Achebe. Après avoir été contacté par les avocats de l'auteur, 50 Cent offre 1 million de dollars pour pouvoir garder le titre Things Fall Apart. L'auteur voit ça comme une insulte et refuse. Son équipe juridique commente : « Le roman portant ce titre a été initialement produit en 1958. Il est répertorié comme le livre le plus lu de la littérature africaine moderne et ne sera pas vendu même pour 1 milliard de livres sterling. » Le film sera alors rebaptisé All Things Fall Apart,.
Le tournage a lieu à Détroit.